# Olé, Olé
"Olé, Olé" (alfabeto hebraico: עולה, עולה) foi a canção que representou Israel no Festival Eurovisão da Canção 1985, interpretada em hebraico por Izhar Cohen. A canção tinha letra de Hamutal Ben-Ze'ev e música e orquestração de Kobi Oshrat.
Na canção, Cohen canta sobre a alegria que ele tem quando o mundo inteiro canta com ele. Ele diz que é a única maneira de se obter paz no mundo.
A canção foi a 11.ª a ser interpretada na noite do evento, a seguir à canção alemã "Für alle", interpretada pela banda Wind e antes da canção italiana "Magic Oh Magic", interpretada por Al Bano & Romina Power. A canção israelita terminou em 5.º lugar, tendo obtido um total de 93 pontos.